# گاستون کوربلو
گاستون کوربلو (انگلیسی: Gaston Curbelo؛ زادهٔ ۸ آوریل ۱۹۷۶) بازیکن فوتبال اهل فرانسه است.
از باشگاه‌هایی که در آن بازی کرده‌است می‌توان به باشگاه فوتبال نانسی و باشگاه فوتبال اتلتیکو هوراکان اشاره کرد.